# Lachenalia pearsonii
Lachenalia pearsonii là một loài thực vật có hoa trong họ Măng tây. Loài này được (R.Glover) W.F.Barker mô tả khoa học đầu tiên năm 1969.